# Automolis rothschildi
Automolis rothschildi là một loài bướm đêm thuộc phân họ Arctiinae, họ Erebidae.